# Platanus mexicana
Platanus mexicana är en platanväxtart som beskrevs av Stefano Moricand. Platanus mexicana ingår i släktet plataner, och familjen platanväxter. Utöver nominatformen finns också underarten P. m. interior.